# آه من حواء (فلم)
آه من حواء فيلم سينمائي درامي مصري تم إنتاجه عام 1962، من إخراج فطين عبد الوهاب وبطولة لبنى عبد العزيز ورشدي أباظة.

## تمثيل
- لبنى عبد العزيز
- رشدي أباظة
- حسين رياض
- عبد المنعم إبراهيم
- مديحة سالم
- حسين إسماعيل
- عزيزة حلمي

## وصلات خارجية
- مقالات تستعمل روابط فنية بلا صلة مع ويكي بيانات